# Figen Yüksekdağ
Figen Yüksekdağ, född 19 december 1971 i Gölovası, Yumurtalık i provinsen Adana, är en turkisk politiker som sedan 22 juni 2014 är partiledare för Folkens demokratiska parti (HDP) tillsammans med Selahattin Demirtaş.
Yüksekdağ politiska karriär började 2002 när hon ställde upp som oberoende i det turkiska parlamentsvalet. 2010 grundade hon det vänsterradikala prokurdiska partiet De förtrycktas socialistiska plattform (ESP) för att 2014 bli en av partiledarna för HDP.